# Championnat d'Europe masculin de basket-ball des moins de 20 ans 2010
Navigation
Édition précédente Édition suivante
Le championnat d'Europe masculin de basket-ball des 20 ans et moins 2010 est la 13e édition du championnat d'Europe de basket-ball des 20 ans et moins. Seize équipes nationales participent à la compétition. Celle-ci a eu lieu dans les villes de Zadar, Crikvenica et Makarska en Croatie du 8 au 18 juillet 2010. La France est sacrée championne pour la première fois.

## Équipes participantes
| - Allemagne - Croatie - Espagne - France | - Grèce - Italie - Lettonie - Lituanie | - Monténégro - Pays-Bas - République tchèque - Russie | - Serbie - Slovénie - Turquie - Ukraine |

## Phases de groupes

### Premier tour
Les 16 équipes sont réparties en quatre groupes (A-d) de quatre équipes. Les trois premiers de chaque groupe se dirigent vers le deuxième tour. Les équipes éliminées sont regroupées dans une poule distincte (groupe G) et se disputent les places 13 à 16 lors de matches de classement.

#### Groupe A
| Équipe             | Pts | J | G | P | Pp  | Pc  | Diff |
| ------------------ | --- | - | - | - | --- | --- | ---- |
| Grèce              | 6   | 3 | 3 | 0 | 262 | 196 | +66  |
| Ukraine            | 5   | 3 | 2 | 1 | 252 | 233 | +19  |
| Lettonie           | 4   | 3 | 1 | 2 | 207 | 226 | -19  |
| République tchèque | 3   | 3 | 0 | 3 | 195 | 261 | -66  |

- Qualification pour le 2e tour
- Reversé dans le groupe G

#### Groupe B
| Équipe     | Pts | J | G | P | Pp  | Pc  | Diff | DP |
| ---------- | --- | - | - | - | --- | --- | ---- | -- |
| Serbie     | 5   | 3 | 2 | 1 | 221 | 204 | +17  | +2 |
| Monténégro | 5   | 3 | 2 | 1 | 194 | 192 | +2   | 0  |
| Lituanie   | 5   | 3 | 2 | 1 | 226 | 212 | +14  | -2 |
| Turquie    | 3   | 3 | 0 | 3 | 197 | 230 | -33  |    |

- Qualification pour le 2e tour
- Reversé dans le groupe G

#### Groupe C
| Équipe   | Pts | J | G | P | Pp  | Pc  | Diff |
| -------- | --- | - | - | - | --- | --- | ---- |
| France   | 6   | 3 | 3 | 0 | 187 | 171 | +16  |
| Russie   | 5   | 3 | 2 | 1 | 211 | 199 | +12  |
| Italie   | 4   | 3 | 1 | 2 | 203 | 199 | +4   |
| Pays-Bas | 3   | 3 | 0 | 3 | 190 | 222 | -32  |

- Qualification pour le 2e tour
- Reversé dans le groupe G

#### Groupe D
| Équipe    | Pts | J | G | P | Pp  | Pc  | Diff |
| --------- | --- | - | - | - | --- | --- | ---- |
| Espagne   | 5   | 3 | 2 | 1 | 191 | 183 | +8   |
| Croatie   | 5   | 3 | 2 | 1 | 197 | 183 | +14  |
| Slovénie  | 4   | 3 | 1 | 2 | 201 | 192 | +9   |
| Allemagne | 4   | 3 | 1 | 2 | 171 | 202 | -31  |

- Qualification pour le 2e tour
- Reversé dans le groupe G

### Deuxième tour
Les 12 équipes qualifiées du tour préliminaire sont réparties en deux groupes de six. Les quatre meilleurs de chaque groupe se qualifient pour les quarts de finale. Les 3 premiers des groupes A et B se retrouvent dans le groupe E tandis que les 3 premiers des groupes C et D se retrouvent dans le groupe F. Les équipes issues du même groupe du tour préliminaire ne se rencontrent pas, elles rencontrent seulement les 3 équipes de l'autre groupe. Les deux derniers de chaque groupe vont se disputer les places de 9 à 12.
Les équipes gardent les résultats contre les équipes de son groupe du tour préliminaire qui sont qualifiées pour le tour de qualification.

#### Groupe E
| Équipe     | Pts | J | G | P | Pp  | Pc  | Diff | DP |
| ---------- | --- | - | - | - | --- | --- | ---- | -- |
| Grèce      | 10  | 5 | 5 | 0 | 391 | 340 | +51  |    |
| Ukraine    | 8   | 5 | 3 | 2 | 386 | 397 | -11  |    |
| Serbie     | 7   | 5 | 2 | 3 | 335 | 323 | +12  | +2 |
| Monténégro | 7   | 5 | 2 | 3 | 355 | 359 | -4   | 0  |
| Lituanie   | 7   | 5 | 2 | 3 | 383 | 358 | +25  | -2 |
| Lettonie   | 6   | 5 | 1 | 4 | 312 | 385 | -73  |    |

- Qualification pour la phase finale
- Reversé en matches de classement (9e-12e)

#### Groupe F
| Équipe   | Pts | J | G | P | Pp  | Pc  | Diff |
| -------- | --- | - | - | - | --- | --- | ---- |
| Espagne  | 9   | 5 | 4 | 1 | 345 | 312 | +33  |
| Croatie  | 9   | 5 | 4 | 1 | 348 | 293 | +55  |
| France   | 8   | 5 | 3 | 2 | 277 | 294 | -17  |
| Russie   | 7   | 5 | 2 | 3 | 331 | 353 | -22  |
| Italie   | 6   | 5 | 1 | 4 | 325 | 354 | -29  |
| Slovénie | 6   | 5 | 1 | 4 | 336 | 316 | -20  |

- Qualification pour la phase finale
- Reversé en matches de classement (9e-12e)

### Tour de classement
Les 4 derniers des 4 groupes du tour préliminaire disputent ce tour de classement. Toutes les équipes vont s'affronter au sein d'un même groupe. Les deux derniers du groupe seront relégués en Division B la saison suivante.
Les équipes s'affrontent chacune deux fois.

#### Groupe G
| Équipe             | Pts | J | G | P | Pp  | Pc  | Diff |
| ------------------ | --- | - | - | - | --- | --- | ---- |
| Turquie            | 10  | 6 | 4 | 2 | 420 | 394 | +26  |
| Allemagne          | 10  | 6 | 4 | 2 | 421 | 390 | +31  |
| Pays-Bas           | 8   | 6 | 2 | 4 | 400 | 415 | -15  |
| République tchèque | 8   | 6 | 2 | 4 | 396 | 438 | -42  |

## Phases éliminatoires

### Phase finale
|  | Quarts de finale  | Quarts de finale  |                   |                   | Demi-finales           | Demi-finales           |    |  | Finale            | Finale            |
|  | Quarts de finale  | Quarts de finale  |                   |                   | Demi-finales           | Demi-finales           |    |  | Finale            | Finale            |
|  |                   |                   |                   |                   |                        |                        |    |  |                   |                   |
|  | 16 juillet, Zadar | 16 juillet, Zadar |                   |                   | 17 juillet, Zadar      | 17 juillet, Zadar      |    |  | 18 juillet, Zadar | 18 juillet, Zadar |
|  | 16 juillet, Zadar | 16 juillet, Zadar |                   |                   | 17 juillet, Zadar      | 17 juillet, Zadar      |    |  | 18 juillet, Zadar | 18 juillet, Zadar |
|  | Grèce             | 74                |                   |                   | 17 juillet, Zadar      | 17 juillet, Zadar      |    |  | 18 juillet, Zadar | 18 juillet, Zadar |
|  | Grèce             | 74                |                   |                   | 17 juillet, Zadar      | 17 juillet, Zadar      |    |  | 18 juillet, Zadar | 18 juillet, Zadar |
|  | Russie            | 55                |                   |                   | 17 juillet, Zadar      | 17 juillet, Zadar      |    |  | 18 juillet, Zadar | 18 juillet, Zadar |
|  | Russie            | 55                | Grèce             | 71                |                        |                        |    |  | 18 juillet, Zadar | 18 juillet, Zadar |
|  | 16 juillet, Zadar |                   | Grèce             | 71                |                        |                        |    |  | 18 juillet, Zadar | 18 juillet, Zadar |
|  |                   | Croatie           | 56                |                   |                        |                        |    |  | 18 juillet, Zadar | 18 juillet, Zadar |
|  | Serbie            | Croatie           | 56                | 75                |                        |                        |    |  | 18 juillet, Zadar | 18 juillet, Zadar |
|  | Serbie            |                   |                   | 75                |                        |                        |    |  | 18 juillet, Zadar | 18 juillet, Zadar |
|  | Croatie           | 76                |                   |                   |                        |                        |    |  | 18 juillet, Zadar | 18 juillet, Zadar |
|  | Croatie           | 76                | Grèce             | 62                |                        |                        |    |  |                   |                   |
|  | 16 juillet, Zadar |                   | Grèce             | 62                |                        |                        |    |  |                   |                   |
|  |                   | France            | 73                |                   |                        |                        |    |  |                   |                   |
|  | Ukraine           | France            | 73                | 57                |                        |                        |    |  |                   |                   |
|  | Ukraine           | 17 juillet, Zadar |                   | 57                |                        |                        |    |  |                   |                   |
|  | France            | 80                |                   |                   |                        |                        |    |  |                   |                   |
|  | France            | 80                | France            | 86                |                        |                        |    |  |                   |                   |
|  | 16 juillet, Zadar | 16 juillet, Zadar | France            | 86                | Match pour la 3e place | Match pour la 3e place |    |  |                   |                   |
|  | 16 juillet, Zadar | 16 juillet, Zadar |                   | Espagne           | Match pour la 3e place | Match pour la 3e place | 83 |  |                   |                   |
|  | Espagne           | 64                | 18 juillet, Zadar | 18 juillet, Zadar |                        |                        | 83 |  |                   |                   |
|  | Espagne           | 64                | 18 juillet, Zadar | 18 juillet, Zadar |                        |                        |    |  |                   |                   |
|  | Monténégro        | 50                |                   | Croatie           | 79                     |                        |    |  |                   |                   |
|  | Monténégro        | 50                |                   | Croatie           | 79                     |                        |    |  |                   |                   |
|  |                   |                   |                   |                   |                        |                        |    |  | Espagne           | 86                |
|  |                   |                   |                   |                   |                        |                        |    |  | Espagne           | 86                |

### Matches de classement (5 à 8)
|  | Demi-finales      | Demi-finales      |          |    | 5e place          | 5e place          |
|  | Demi-finales      | Demi-finales      |          |    | 5e place          | 5e place          |
|  |                   |                   |          |    |                   |                   |
|  | 17 juillet, Zadar | 17 juillet, Zadar |          |    | 18 juillet, Zadar | 18 juillet, Zadar |
|  | 17 juillet, Zadar | 17 juillet, Zadar |          |    | 18 juillet, Zadar | 18 juillet, Zadar |
|  | Russie            | 92                |          |    | 18 juillet, Zadar | 18 juillet, Zadar |
|  | Russie            | 92                |          |    | 18 juillet, Zadar | 18 juillet, Zadar |
|  | Serbie            | 80                |          |    | 18 juillet, Zadar | 18 juillet, Zadar |
|  | Serbie            | 80                | Russie   | 70 |                   |                   |
|  | 17 juillet, Zadar |                   | Russie   | 70 |                   |                   |
|  |                   | Monténégro        | 60       |    |                   |                   |
|  | Ukraine           | Monténégro        | 60       | 61 |                   |                   |
|  | Ukraine           |                   |          | 61 |                   |                   |
|  | Monténégro        | 84                |          |    |                   |                   |
|  | Monténégro        | 84                | 7e place |    |                   |                   |
|  |                   |                   |          |    |                   |                   |
|  | 18 juillet, Zadar |                   |          |    |                   |                   |
|  |                   |                   |          |    |                   |                   |
|  | Serbie            | 107               |          |    |                   |                   |
|  | Serbie            | 107               |          |    |                   |                   |
|  | Ukraine           | 79                |          |    |                   |                   |
|  | Ukraine           | 79                |          |    |                   |                   |

### Matches de classement (9 à 12)
|  | Demi-finales      | Demi-finales      |           |    | 9e place          | 9e place          |
|  | Demi-finales      | Demi-finales      |           |    | 9e place          | 9e place          |
|  |                   |                   |           |    |                   |                   |
|  | 16 juillet, Zadar | 16 juillet, Zadar |           |    | 17 juillet, Zadar | 17 juillet, Zadar |
|  | 16 juillet, Zadar | 16 juillet, Zadar |           |    | 17 juillet, Zadar | 17 juillet, Zadar |
|  | Lituanie          | 74                |           |    | 17 juillet, Zadar | 17 juillet, Zadar |
|  | Lituanie          | 74                |           |    | 17 juillet, Zadar | 17 juillet, Zadar |
|  | Slovénie          | 72                |           |    | 17 juillet, Zadar | 17 juillet, Zadar |
|  | Slovénie          | 72                | Lituanie  | 74 |                   |                   |
|  | 16 juillet, Zadar |                   | Lituanie  | 74 |                   |                   |
|  |                   | Italie            | 73        |    |                   |                   |
|  | Italie            | Italie            | 73        | 78 |                   |                   |
|  | Italie            |                   |           | 78 |                   |                   |
|  | Lettonie          | 73                |           |    |                   |                   |
|  | Lettonie          | 73                | 11e place |    |                   |                   |
|  |                   |                   |           |    |                   |                   |
|  | 17 juillet, Zadar |                   |           |    |                   |                   |
|  |                   |                   |           |    |                   |                   |
|  | Slovénie          | 73                |           |    |                   |                   |
|  | Slovénie          | 73                |           |    |                   |                   |
|  | Lettonie          | 76                |           |    |                   |                   |
|  | Lettonie          | 76                |           |    |                   |                   |

## Classement final
| Place              | Équipes            |
| ------------------ | ------------------ |
| Médaille d'or      | France             |
| Médaille d'argent  | Grèce              |
| Médaille de bronze | Espagne            |
| 4                  | Croatie            |
| 5                  | Russie             |
| 6                  | Monténégro         |
| 7                  | Serbie             |
| 8                  | Ukraine            |
| 9                  | Lituanie           |
| 10                 | Italie             |
| 11                 | Lettonie           |
| 12                 | Slovénie           |
| 13                 | Turquie            |
| 14                 | Allemagne          |
| 15                 | Pays-Bas           |
| 16                 | République tchèque |

## Leaders statistiques

### Points
| Place | Nom                 | Équipe     | PPG  |
| ----- | ------------------- | ---------- | ---- |
| 1     | Níkos Pappás        | Grèce      | 22,1 |
| 2     | Ruslan Otverchenko  | Ukraine    | 18,8 |
| 3     | Alessandro Gentile  | Italie     | 17,3 |
| 4     | Kyryl Natyazhko     | Ukraine    | 17,2 |
| 5     | Vladimir Mihailović | Monténégro | 16,9 |

### Rebonds
| Place | Nom             | Équipe  | RBD  |
| ----- | --------------- | ------- | ---- |
| 1     | Furkan Aldemir  | Turquie | 11,6 |
| 2     | Vladimir Ivlev  | Russie  | 11,4 |
| 3     | Kyryl Natyazhko | Ukraine | 8,4  |
| 3     | Dejan Musli     | Serbie  | 8,4  |
| 5     | Nacho Llovet    | Espagne | 7,8  |

### Passes
| Place | Nom              | Équipe             | AST |
| ----- | ---------------- | ------------------ | --- |
| 1     | Andrew Albicy    | France             | 5,9 |
| 2     | Tomáš Satoranský | République tchèque | 5,4 |
| 3     | Ibrahim Yildirim | Turquie            | 3,9 |
| 4     | Kalvis Krumins   | Lettonie           | 3,8 |
| 5     | Josep Franch     | Espagne            | 3,7 |

## Récompenses
- Vainqueur :  France
- Meilleur joueur de la compétition :  Andrew Albicy
- Cinq majeur de la compétition :
  -  Andrew Albicy
  -  Nikos Pappas
  -  Kóstas Papanikoláou
  -  Mario Delaš
  -  Nikola Mirotić